# Cadre-45/2-Weltmeisterschaft 1907
Die Cadre-45/2-Weltmeisterschaft 1907 war die fünfte FFB-Weltmeisterschaft, die bis 1947 im Cadre 45/2 und ab 1948 im Cadre 47/2 ausgetragen wurde. Das Turnier fand im April 1907 in der französischen Hauptstadt Paris statt.

## Geschichte
Von dieser Weltmeisterschaft sind keine Ergebnisse bekannt. Nur die Platzierungen in der Endtabelle konnten ermittelt werden.

## Turniermodus
Das ganze Turnier wurde im Round Robin System bis 400 Punkte gespielt. Bei MP-Gleichstand wird in folgender Reihenfolge gewertet:
1. MP = Matchpunkte
2. GD = Generaldurchschnitt
3. HS = Höchstserie

## Abschlusstabelle
| MP    | Match Points (Sieger = 2; Unentschieden = 1; Verlierer = 0) |
| Pkte. | Erzielte Karambolagen                                       |
| Aufn. | Benötigte Versuche                                          |
| GD    | Generaldurchschnitt                                         |
| BED   | Bester Einzeldurchschnitt eines Spielers                    |
| HS    | Höchstserie                                                 |
|       | Bester GD des Turniers                                      |
|       | Bester ED des Turniers                                      |
|       | Beste HS des Turniers                                       |
|       | 1. Platz (Gold)                                             |
|       | 2. Platz (Silber)                                           |
|       | 3. Platz (Bronze)                                           |

| Platz | Name             |
| ----- | ---------------- |
| 1     | B. Colette       |
| 2     | Charles Faroux   |
| 3     | Luis Naves       |
| 4     | Jean Delhom      |
| 5     | Barthélémy Maure |
| 6     | Georges Martin   |
| 7     | Renwart          |